# Konsum Leipzig
Konsum Leipzig eG est une coopérative de consommation basée à Leipzig et 61 succursales en Saxe, Saxe-Anhalt et Thuringe. La coopérative de consommation de Leipzig est membre de Zentralkonsum.

## Histoire
L'association des consommateurs, fondée à Leipzig en 1848, est interdite le 4 juillet 1850. Une association de consommateurs est rétablie le 21 avril 1865 ; cependant, elle disparaît après de lourdes pertes économiques en 1872.
Le 3 février 1884, la réunion de fondation de l'Association des consommateurs de Plagwitz et des environs a lieu, 68 personnes demandent leur adhésion. La participation des membres de l'entreprise est fixée à 50 marks, dont un tiers doit être payé en versements hebdomadaires. Le 8 mai 1884, l'association de consommateurs est inscrite au registre des coopératives et le 4 août 1884, le premier magasin de consommation ouvre au Plagwitzer Bahnhofstrasse 5 (aujourd'hui Weißenfelser Strasse 33). Un autre magasin ouvre le 1er octobre 1887 au Hauptstrasse 32 (aujourd'hui Windorfer Strasse) à Kleinzschocher.
En 1889, la coopérative acquiert 2 000 m2 de terrain à Plagwitzer Steinstrasse (plus tard Jahnstrasse, aujourd'hui Industriestrasse) pour 39 000 marks. En 1890, la première pierre de la boulangerie d'une coopérative est posée. Un entrepôt central et un immeuble avec des bureaux et des appartements y sont également construits. En 1898, l'association exploite 24 points de vente.
Grâce à de nouveaux achats de terrains en 1894, 1896 et 1901, la zone de Plagwitzer Jahnstraße 85-95 est étendue à Braustraße (aujourd'hui Naumburger Straße). Après avoir acheté deux bâtiments voisins et incorporé une partie de l'ancien développement, la Konsumzentrale, construite par Fritz Höger dans le style expressionniste entre 1929 et 1932, est toujours le siège de la coopérative de consommation.
Le changement de nom forcé de la coopérative de consommateurs en Verbrauchergenossenschaft Leipzig-Plagwitz est fait par la résolution de la réunion des représentants du 20 juin 1934, l'inscription au registre des coopératives a lieu le 10 septembre 1935. Le SA-Obersturmführer Rudolf Süß reprend la direction de l'association. C'est le début de la Gleichschaltung, à l'issue de laquelle, avec l'ordonnance d'adaptation des institutions coopératives de consommation à la situation économique de guerre du 18 février 1941, les coopératives sont dissoutes et incorporées dans la Gemeinschaftswerk der Deutschen Arbeitsfront (GW). Les actions de la société totalisant 560 000 Reichsmarks sont restituées aux membres, tandis que les actifs de la coopérative, cependant, s'élèvent à 11 millions de Reichsmarks et semblent donc perdus.
Comme dans le reste de l'Allemagne, les associations liquidées en Saxe sont regroupées en "réseaux d'approvisionnement" de la coentreprise. Le 22 novembre 1941, la Gemeinschaftswerk – Versorgungsring Leipzig GmbH, à laquelle appartient environ un sixième du territoire saxon, est inscrite au registre du commerce. Outre la quasi-totalité des succursales de la coopérative de Leipzig, elle comprend celles des coopératives de Zwenkau et Borna, Golzern et Eilenburg.
Immédiatement après la fin de la Seconde Guerre mondiale, le réseau de ravitaillement, sous la direction américaine, approvisionne les anciens travailleurs forcés et étrangers ainsi que l'administration militaire, les écoles et les hôpitaux. Lorsque les troupes soviétiques prennent le pouvoir le 2 juillet 1945, le réseau de ravitaillement de Leipzig est l'une des entreprises confisquées. L'approvisionnement de la population cesse. Avec l'ordonnance SMAD n°176 sur la restauration des coopératives de consommation dans la zone d'occupation soviétique du 18 décembre 1945 que les associations sont à nouveau autorisées à vendre des « produits alimentaires et industriels gérés » et à exploiter leur propre commerce de gros. Les actifs importants de la coopérative leur sont transférés.
Avant même la création de la RDA, le SED s'implique dans la coopérative de consommateurs de Leipzig. En 1949, la coopérative est subordonnée à l'Association des coopératives de consommation allemandes (VDK) à Berlin. À l'instar des entreprises publiques, la coopérative de consommateurs doit désormais transférer une grande partie de ses bénéfices à l'État. Avec la formation des districts en RDA en 1952, 14 associations de district remplacent les associations régionales fondées en 1946. L'association des coopératives de consommation du district de Leipzig existe jusqu'en 1999 puis est transformée en Konsum Leipzig Handels- und Dienstleistungsgesellschaft mbH, filiale de Konsum Leipzig eG.
Konsum Leipzig eG est scindée le 30 septembre 1952 en une coopérative municipale et une association régionale (Konsumgenossenschaftsverband Kreis Leipzig eGmbH). Elles rejoignent le 1er janvier 1969.
Le 1er janvier 1991, l'actuelle Konsum Leipzig eG est fondée. Elle vient de la fusion des coopératives de consommateurs de la ville de Leipzig, de son district et Delitzsch. Lors de sa création, elle compte 579 points de vente et 71 restaurants, dont 60 supermarchés et 10 magasins de quartier fin 2008.
En 2006, la coopérative construit elle-même le premier centre commercial à Gohliser Coppistraße. Le bâtiment des architectes RKW Rhode Kellermann Wawrowsky reçoit le prix d'architecture de la ville de Leipzig en 2007. D'autres nouveaux centres commerciaux suivent en 2008 à Schleußiger Könneritzstraße et en 2013 à Sebastian-Bach-Straße, tous deux également conçus par RKW, et en 2007 le supermarché du zoo de Nordstraße, conçu par BAUKOMPLEX.

## Membres importants
- Georg Fell (directeur général 1887–1900)
- Wilhelm Fischer (PDG 1925–1949)
- Paul Göhre (historien de la coopérative de consommation de Leipzig)